# Markus Näslund
Markus Näslund (* 30. července 1973, Örnsköldsvik, Švédsko) je bývalý švédský hokejový útočník a v současnosti pracuje na pozici generálního manažera v týmu MODO Hockey ve švédské lize Elitserien. Näslund je mimo jiné stříbrným a dvojnásobně bronzovým medailistou z mistrovství světa v ledním hokeji.

## Individuální úspěchy
- 1989 – Stipendium Tumby Johanssona. (Ångermanland)
- 1993 – All-Star tým na MSJ. (Švédsko)
- 1999, 2001, 2002, 2003 a 2004 – Hrál v NHL All-Star Game. (Vancouver Canucks)
- 2001, 2003 a 2004 – Obdržel Viking Award pro nejlepšího švédského hokejistu v NHL. (Vancouver Canucks)
- 2002, 2003 a 2004 – Byl jmenován do 1. All-Star týmu NHL. (Vancouver Canucks)
- 2003 – Ted Lindsay Award. (Vancouver Canucks)

## Týmové úspěchy
- 1989 – Mistr TV-Pucken. (Ångermanland)
- 1990 – Mistr Evropy do 18 let. (Švédsko)
- 1991 – Mistr Švédska do 18 let. (MODO Hockey)
- 1992 a 1993 – Mistr Švédska juniorů. (MODO Hockey)
- 1992 a 1993 – Stříbrná medaile na Mistrovství světa juniorů. (Švédsko)
- 1993 – Stříbrná medaile na Mistrovství světa. (Švédsko)
- 1999 a 2002 – Bronzová medaile na Mistrovství světa. (Švédsko)

## Prvenství
- Debut v NHL – 5. října 1993 (Philadelphia Flyers proti Pittsburgh Penguins)
- První asistence v NHL – 10. října 1993 (Quebec Nordiques proti Pittsburgh Penguins)
- První gól v NHL – 9. listopadu 1993 (St. Louis Blues proti Pittsburgh Penguins, kanadskému brankáři Curtis Joseph)
- První hattrick v NHL – 28. listopadu 1995 (Pittsburgh Penguins proti Ottawa Senators)

## Klubové statistiky
| Sezóna             | Klub                  | Soutěž             |      | Základní část | Základní část | Základní část | Základní část | Základní část |    | Play off | Play off | Play off | Play off | Play off |
| Sezóna             | Klub                  | Soutěž             | Z    | G             | A             | B             | TM            | Z             | G  | A        | B        | TM       |          |          |
| 1988–89            | Örnsköldsviks SK      | 3. SWE             | 14   | 7             | 6             | 13            | —             | —             | —  | —        | —        | —        |          |          |
| 1989–90            | MODO Hockey           | J20'               | 33   | 43            | 35            | 78            | 20            | —             | —  | —        | —        | —        |          |          |
| 1990–91            | MODO Hockey           | Elitserien         | 32   | 10            | 9             | 19            | 14            | —             | —  | —        | —        | —        |          |          |
| 1991–92            | MODO Hockey           | Elitserien         | 39   | 22            | 17            | 39            | 52            | —             | —  | —        | —        | —        |          |          |
| 1992–93            | MODO Hockey           | J20'               | 2    | 4             | 1             | 5             | 2             | —             | —  | —        | —        | —        |          |          |
| 1992–93            | MODO Hockey           | Elitserien         | 39   | 22            | 17            | 39            | 67            | 3             | 3  | 2        | 5        | 0        |          |          |
| 1993–94            | Pittsburgh Penguins   | NHL                | 71   | 4             | 7             | 11            | 27            | —             | —  | —        | —        | —        |          |          |
| 1993–94            | Cleveland Lumberjacks | IHL                | 5    | 1             | 6             | 7             | 4             | —             | —  | —        | —        | —        |          |          |
| 1994–95            | Pittsburgh Penguins   | NHL                | 14   | 2             | 2             | 4             | 2             | —             | —  | —        | —        | —        |          |          |
| 1994–95            | Cleveland Lumberjacks | IHL                | 7    | 3             | 4             | 7             | 6             | 4             | 1  | 3        | 4        | 8        |          |          |
| 1995–96            | Pittsburgh Penguins   | NHL                | 66   | 19            | 33            | 52            | 36            | —             | —  | —        | —        | —        |          |          |
| 1995–96            | Vancouver Canucks     | NHL                | 10   | 3             | 0             | 3             | 6             | 6             | 1  | 2        | 3        | 8        |          |          |
| 1996–97            | Vancouver Canucks     | NHL                | 78   | 21            | 20            | 41            | 30            | —             | —  | —        | —        | —        |          |          |
| 1997–98            | Vancouver Canucks     | NHL                | 76   | 14            | 20            | 34            | 56            | —             | —  | —        | —        | —        |          |          |
| 1998–99            | Vancouver Canucks     | NHL                | 80   | 36            | 30            | 66            | 74            | —             | —  | —        | —        | —        |          |          |
| 1999–00            | Vancouver Canucks     | NHL                | 82   | 27            | 38            | 65            | 64            | —             | —  | —        | —        | —        |          |          |
| 2000–01            | Vancouver Canucks     | NHL                | 72   | 41            | 34            | 75            | 58            | —             | —  | —        | —        | —        |          |          |
| 2001–02            | Vancouver Canucks     | NHL                | 81   | 40            | 50            | 90            | 50            | 6             | 1  | 1        | 2        | 2        |          |          |
| 2002–03            | Vancouver Canucks     | NHL                | 82   | 48            | 56            | 104           | 52            | 14            | 5  | 9        | 14       | 18       |          |          |
| 2003–04            | Vancouver Canucks     | NHL                | 78   | 35            | 49            | 84            | 58            | 7             | 2  | 7        | 9        | 2        |          |          |
| 2004–05            | MODO Hockey           | Elitserien         | 13   | 8             | 9             | 17            | 8             | 6             | 0  | 1        | 1        | 10       |          |          |
| 2005–06            | Vancouver Canucks     | NHL                | 81   | 32            | 47            | 79            | 66            | —             | —  | —        | —        | —        |          |          |
| 2006–07            | Vancouver Canucks     | NHL                | 82   | 24            | 36            | 60            | 54            | 12            | 4  | 1        | 5        | 16       |          |          |
| 2007–08            | Vancouver Canucks     | NHL                | 82   | 25            | 30            | 55            | 46            | —             | —  | —        | —        | —        |          |          |
| 2008–09            | New York Rangers      | NHL                | 82   | 24            | 22            | 46            | 57            | 7             | 1  | 2        | 3        | 10       |          |          |
| 2009–10            | MODO Hockey           | Elitserien         | 29   | 10            | 19            | 29            | 20            | —             | —  | —        | —        | —        |          |          |
| NHL celkově        | NHL celkově           | NHL celkově        | 1117 | 395           | 474           | 869           | 736           | 52            | 14 | 22       | 36       | 56       |          |          |
| Elitserien celkově | Elitserien celkově    | Elitserien celkově | 152  | 72            | 71            | 143           | 161           | 9             | 3  | 3        | 6        | 10       |          |          |
| IHL celkově        | IHL celkově           | IHL celkově        | 12   | 4             | 10            | 14            | 10            | 4             | 1  | 3        | 4        | 8        |          |          |

## Reprezentace
| Rok                    | Tým                    | Soutěž                 | Z  | G  | A  | B  | TM |
| ---------------------- | ---------------------- | ---------------------- | -- | -- | -- | -- | -- |
| 1990                   | Švédsko                | ME 18'                 | 6  | 0  | 0  | 0  | 2  |
| 1991                   | Švédsko                | ME 18'                 | 6  | 14 | 2  | 16 | 14 |
| 1992                   | Švédsko                | MSJ                    | 7  | 8  | 2  | 10 | 12 |
| 1993                   | Švédsko                | MSJ                    | 7  | 13 | 11 | 24 | 33 |
| 1993                   | Švédsko                | MS                     | 8  | 1  | 1  | 2  | 14 |
| 1996                   | Švédsko                | MS                     | 1  | 0  | 0  | 0  | 0  |
| 1996                   | Švédsko                | SP                     | 1  | 0  | 0  | 0  | 2  |
| 1999                   | Švédsko                | MS                     | 10 | 6  | 4  | 10 | 16 |
| 2002                   | Švédsko                | ZOH                    | 4  | 2  | 1  | 3  | 0  |
| 2002                   | Švédsko                | MS                     | 3  | 1  | 2  | 3  | 0  |
| 2004                   | Švédsko                | SP                     | 4  | 0  | 3  | 3  | 0  |
| Juniorská reprezentace | Juniorská reprezentace | Juniorská reprezentace | 26 | 35 | 15 | 50 | 61 |
| Seniorská reprezentace | Seniorská reprezentace | Seniorská reprezentace | 31 | 10 | 11 | 21 | 32 |